# Mauricio Islas
Mauricio Islas (Ciudad de México, 16 de agosto de 1973) es un actor mexicano.

## Biografía
Islas es el hijo del empresario Juan Islas y Rosalinda Ilescas y el menor de dos hermanos,
Estuvo casado con la cantante venezolana Patricia Villasana desde 2001 hasta 2006 en que se divorció; tienen una hija llamada Camila, quien nació en 2002.
Está comprometido con la actriz Paloma Quezada desde 2010 y tienen dos hijos, Emiliano nacido en 2011 y Frida nacida en 2016.
Ha trabajado en varias telenovelas como Amor real de Televisa, Amores de mercado y Prisionera proveniente de la cadena original Telemundo, en 2010 aparece en La Loba, producción de TV Azteca.
En 2013 protagonizó la telenovela Destino, acompañado por Paola Núñez y Margarita Gralia. Para el 2014, protagonizó Las Bravo, al lado de Edith González.

## Controversia
En 2004 es denunciado por José Luis Rodríguez "El Puma", por presunta violación a su hija Génesis Rodríguez.

## Filmografía

### Cine
- Entrenando a mi papá (2015) - Pedro Salazar
- Viento en contra (2011) - Matías Parga
- El secreto (2010) - Maurice de Gavrillac
- El cártel (2009) - Santos
- Ambiciona (2006) - Raúl
- Don de Dios (2005) - CHEPO
- Punto y aparte (2002) - Sergio

### Telenovelas y series
| Año       | Título                            | Personaje                                 |
| --------- | --------------------------------- | ----------------------------------------- |
| 1992      | Carrusel de las Américas          | Participación especial                    |
| 1992-1993 | Mágica juventud                   | Alfredo Canseco                           |
| 1994-1995 | Volver a empezar                  | Freddy Landeros                           |
| 1995-1996 | Pobre niña rica                   | David Estévez                             |
| 1996      | Canción de amor                   | Édgar Romero                              |
| 1996-1997 | Mi querida Isabel                 | Marcos Rivas                              |
| 1997-1998 | Mi pequeña traviesa               | Juan Felipe García                        |
| 1998      | Preciosa                          | Luis Fernando Santander                   |
| 1999      | Amor gitano                       | Renzo, conde de Minelli                   |
| 1999-2000 | Cuento de Navidad                 | Edmundo Soto Del Monte, "Toño"            |
| 2000      | DKDA, sueños de juventud          | "Él mismo"                                |
| 2000      | Mi destino eres tú                | Ramiro Galindo Suárez                     |
| 2000-2001 | Primer amor, a 1000 x hora        | Damián Ventura Camargo                    |
| 2001-2002 | El manantial                      | Alejandro Ramírez Insunza                 |
| 2003      | Amor real                         | Adolfo Solís Gallardo / Felipe Santamaría |
| 2004      | Prisionera                        | Daniel Moncada Riobueno #1                |
| 2005      | Los Plateados                     | Gabriel Campuzano                         |
| 2006      | Amores de mercado                 | Fernando Leyra/ Antonio Álamo             |
| 2007      | Decisiones                        | Fabricio Salas "Ep: Puños de mujer"       |
| 2007-2008 | Pecados ajenos                    | Adrián Torres                             |
| 2010      | La loba                           | Emiliano Alcázar López                    |
| 2011-2012 | Cielo rojo                        | Andrés Rentería                           |
| 2012      | La mujer de Judas                 | Simón Elías Castellanos Rojas             |
| 2013      | Destino                           | Sebastián Montesinos Olmos                |
| 2014-2015 | Las Bravo                         | Leonardo Barbosa/ Salvador Martínez       |
| 2016-2017 | Perseguidos                       | José Vicente Solís Armenta, el Capo       |
| 2018-2019 | Señora Acero                      | Héctor Ruiz                               |
| 2019      | Rosario tijeras                   | General Sebastián Iriarte                 |
| 2020      | Desaparecida                      | Félix                                     |
| 2020      | De brutas, nada                   | Mauricio                                  |
| 2021      | MasterChef Celebrity (México)     | Él mismo                                  |
| 2021      | Un día para vivir                 | Marcos                                    |
| 2022      | Top Chef VIP                      | Él mismo                                  |
| 2022      | ¿Qué dicen los famosos?           | Él mismo                                  |
| 2023-2024 | Dra. Lucía, un don extraordinario | Carlos Reséndiz                           |
| 2024      | La mujer de mi vida               | Emilio García Fuentes                     |

### Teatro
- Aventurera (2002)
- Delito en la isla de las cabras (2010)[12]
- Cada quien su vida (2015)
- Panorama desde el puente (2012)[13]
- Las criadas (2016)[14]
- Aventurera (2017)[15]

## Premios y nominaciones

### Premios TVyNovelas
| Año  | Categoría               | Telenovela                  | Resultado |
| ---- | ----------------------- | --------------------------- | --------- |
| 2002 | Mejor actor protagónico | El manantial                | Ganador   |
| 2001 | Mejor villano           | Primer amor... a mil x hora | Nominado  |
| 1999 | Mejor actor joven       | Preciosa                    | Nominado  |

### Premios Bravo
| Año  | Categoría               | Telenovela   | Resultado |
| ---- | ----------------------- | ------------ | --------- |
| 2001 | Mejor actor protagónico | El manantial | Ganador   |

### Premios Califa de Oro
| Año  | Categoría              | Telenovela | Resultado |
| ---- | ---------------------- | ---------- | --------- |
| 2003 | Mejor actor antagónico | Amor real  | Ganador   |

### Sol de Oro
| Año  | Categoría              | Telenovela | Resultado |
| ---- | ---------------------- | ---------- | --------- |
| 2003 | Mejor actor antagónico | Amor real  | Ganador   |

### Premios Fama2008
| Categoría               | Telenovela     | Resultado |
| ----------------------- | -------------- | --------- |
| Mejor actor protagónico | Pecados ajenos | Ganador   |